# Ronald Reagan
Ronald Wilson Reagan, ameriški filmski igralec, politik in predsednik ZDA, * 6. februar, 1911, Tampico, Illinois, † 5. junij, 2004.
Ronald Reagan je bil 40. predsednik ZDA v letih 1981-1989 in 33. guverner države Kalifornija v letih 1967-1975. Pred vstopom v politiko je bil Reagan tudi napovedovalec, filmski igralec in predsednik Ameriškega združenja igralcev.
Reagan se je rodil v revnejši družini v Tampicu v Illinoisu. Leta 1932 je diplomiral na Eureka College in začel delati kot radijski športni komentator v Iowi. Leta 1937 se je preselil v Kalifornijo, kjer je našel delo kot igralec in nastopil v več večjih produkcijah. Od leta 1947 do 1952 je deloval kot predsednik Ceha filmskih igralcev, v tem času pa si je prizadeval izkoreniniti domnevni komunistični vpliv v njem. V petdesetih letih dvajsetega stoletja nadaljeval s televizijsko kariero in postal tiskovni predstavnik General Electrica. Med letoma 1959 in 1960 je ponovno služil kot predsednik Ceha filmskih igralcev. Leta 1964 mu je njegov govor "Čas za izbiro" – predvolilni govor v imenu republikanskega predsedniškega kandidata Barryja Goldwaterja – pritegnil nacionalno pozornost kot novo konservativno osebnost. Ko je zgradil mrežo podpornikov, je bil Reagan leta 1966 izvoljen za guvernerja Kalifornije. Med svojim guvernerstvom je dvignil davke, spremenil primanjkljaj državnega proračuna v presežek, izzval protestnike na UC Berkeley in aktiviral enote nacionalne garde v obdobju protestna gibanja. 
Novembra 1979 je Reagan napovedal svojo kandidaturo za nominacijo Republikanske stranke na predsedniških volitvah leta 1980. Nominacijo je osvojil in na volitvah premagal takratnega demokratskega predsednika Jimmyja Carterja. Reagan je bil v času prve inavguracije star 69 let in 349 dni ter bil najstarejša oseba, ki je prevzela mesto ameriškega predsednika. Leta 1981 je bil na Reagana izveden poskus atentata. Ponovno je kandidiral tudi na predsedniških volitvah leta 1984, na katerih mu je nasprotoval demokratski kandidat Walter Mondale, ki je bil pred tem podpredsednik v mandatu Carterja. Reagan ga je premagal z največ elektorskimi glasovi vseh predsednikov ZDA: 525 (97,6 % od 538 glasov v volilnem kolegiju).
Reagan je na začetku svojega predsedovanja začel izvajati nove politične in gospodarske pobude. Njegove ekonomske politike na strani ponudbe, imenovane "reaganomika", so zagovarjale znižanje davkov, gospodarsko deregulacijo in zmanjšanje državne porabe. V svojem prvem mandatu je preživel poskus atentata, spodbudil vojno proti drogam, napadel Grenado in se boril proti sindikatom v javnem sektorju. V njegovih dveh mandatih se je v gospodarstvu znižala inflacija z 12,5 % na 4,4 % in povprečna realna letna rast BDP 3,6 %. Reagan je sprejel zmanjšanje domače diskrecijske porabe, znižal davke in povečal vojaške izdatke, kar je prispevalo k potrojitvi zveznega dolga. Zunanje zadeve so prevladovale v njegovem drugem mandatu, vključno z bombardiranjem Libije, iransko-iraško vojno, afero Iran-Contra in tekočo hladno vojno. V govoru junija 1987 pri Brandenburških vratih, štiri leta po tem, ko je Sovjetsko zvezo javno opisal kot "imperij zla", je Reagan izzval sovjetskega generalnega sekretarja Mihaila Gorbačova, naj podre Berlinski zid. Politiko hladne vojne je preusmeril iz detanta v umik, tako da je stopnjeval oboroževalno tekmo z ZSSR, medtem ko je sodeloval v pogovorih z Gorbačovom. Pogovori so dosegli vrhunec s pogodbo INF, ki je skrčila jedrska orožja obeh držav. 
Ko je Reagan leta 1989 končal predsedniški mandat, je imel 68-odstotno podporo, kar se je ujemalo z oceno Franklina D. Roosevelta in pozneje Billa Clintona kot najvišje ocene za odhajajoče predsednike v moderni dobi. Čeprav je načrtoval aktivno postpredsedniško obdobje, je Reagan novembra 1994 razkril, da so mu v začetku istega leta diagnosticirali Alzheimerjevo bolezen. Njegovi javni nastopi so postajali bolj redki, ko je bolezen napredovala. Umrl je na svojem domu v Los Angelesu, 5. junija 2004. Njegov mandat je v Združenih državah Amerike pomenil preusmeritev v smeri konservativne politike in pogosto velja za konservativno ikono. Ocene njegovega predsedovanja med zgodovinarji in širšo javnostjo ga uvrščajo v višjo raven ameriških predsednikov. 